# اليابانيون في شيكاغو
يندرج تحت القطاع السكاني لليابانيين في منطقة شيكاغو يابانيين أمريكين ويابانين مغتربين.

## التاريخ
وصلت أول مجموعة من اليابانيين إلى شيكاغو عام 1892 كجزء من المعرض الكولومبي، لذا فقد استطاعوا بناء جناحًا للمعرض في شيكاغو، وفي عام 1893 انتقل أول شخص ياباني معروف في شيكاغو ويٌدعى كامينوسوكي كيشي من سان فرانسيسكو إلى شيكاغو وافتتح متجر للهدايا، وقد كتب ماساكو أوساكو مؤلف كتاب «الأمريكان اليابانيون: الذوبان في بوتقة المجتمع الأمريكي» أنه «كان يقال إنه قد جمع 700,000 دولار من الإدارة الناجحة» لشارعه السابع والعشرين ولمنطقة كوتاج جروف.
وقد أدار بعض اليابانيون في شيكاغو مشاريعًا تجارية كالمطاعم ومحلات الهدايا والوحدات السكنية، كما وفد بعض اليابانيين للدراسة في جامعات شيكاغو، وفي عام 1893 حصل «إيجي أسادا» على درجة الدكتوراه من جامعة شيكاغو.

### خلال الحرب العالمية الثانية
افتتح المكتب الميداني الأول لسلطة نقل الحرب في شيكاغو خلال الحرب العالمية الثانية، ودعت المدينة اليابانيين إلى مغادرة معسكرات الاعتقال اليابانية، حيث وصلت أول مجموعة من الأمريكان اليابانيين من معسكرات الاعتقال في 12 يونيو 1942، وارتفع عدد اليابانيين الأصليين خلال الحرب إلى 20 ألف ياباني. وعلى خلاف الساحل الغربي فقد حصل اليابانيون على حرية التحرك وأصبح باستطاعتهم العمل، فعملوا في المصانع التي تصنع موادًا تدعم الحرب، بما في ذلك الطائرات والإلكترونيات.

### بعد الحرب العالمية الثانية
بعد انتهاء الحرب العالمية الثانية عاد الكثير من اليابانيين الذين جاءوا من معسكرات الاعتقال إلى الساحل الغربي، الأمر الذي أدي إلى انخفاض عدد السكان اليابانيين، فقد عاد ما يقرب من نصف اليابانيين الذين استقروا في شيكاغو من معسكرات الاعتقال إلى الساحل الغربي وانتهى تدفق اليابانيين في عام 1950، وبحلول عام 1960 كان هناك حوالي 15 ألف ياباني في شيكاغو وتوقف الانتقال إلى الساحل الغربي.

## الديموجرافيا
اعتبارًا من عام 2006 عمل عدة آلاف من المواطنين اليابانين كممثلين للشركات في منطقة شيكاغو.

## المؤسسات

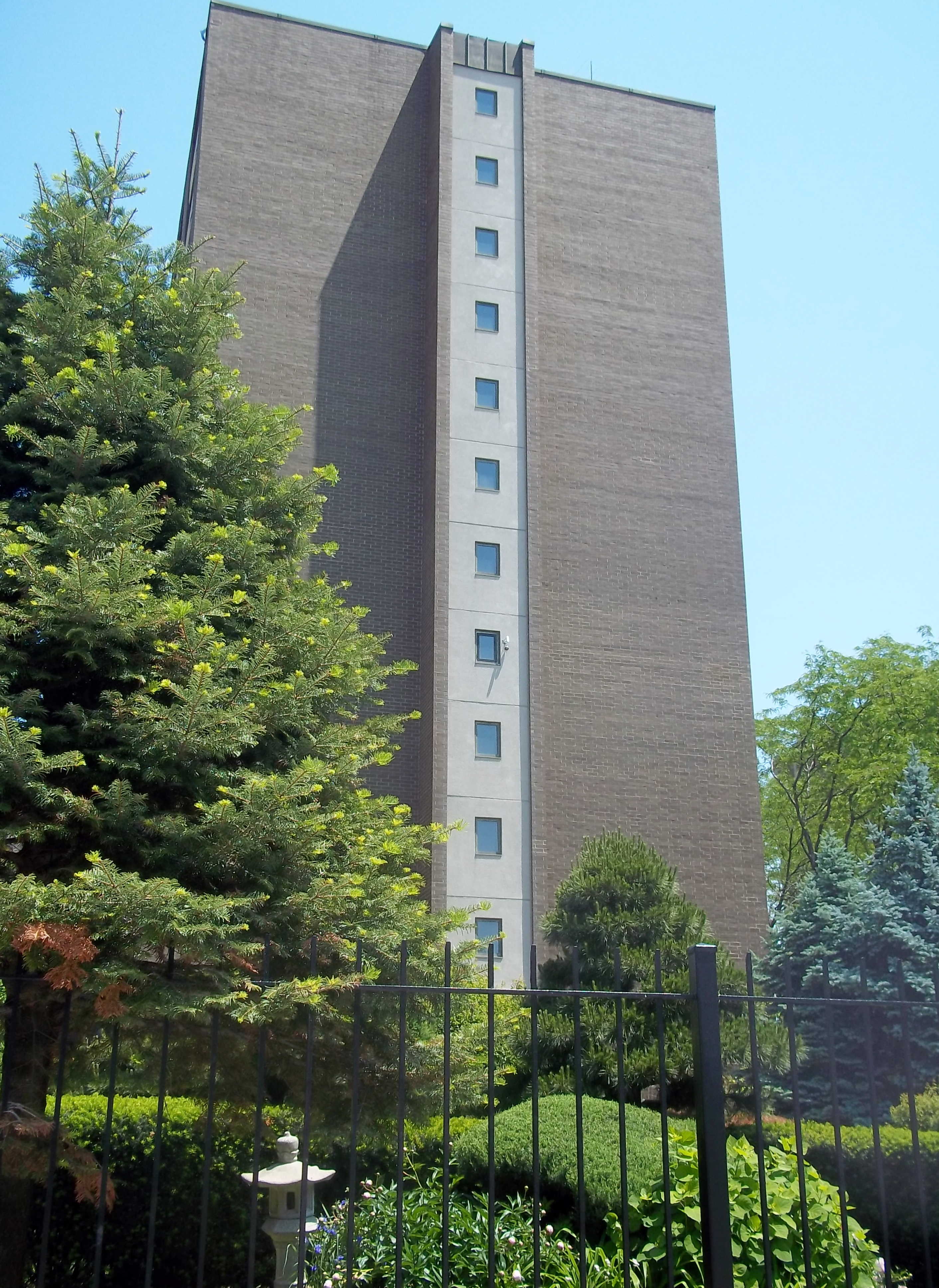
مبنى Heiwa (مركز ياباني للمواطنين القدامى)

تقع القنصلية العامة لليابان (在シカゴ日本国総領事館)في شيكاغو في مركز أولمبيا بالجانب الشمالي القريب لشيكاغو، وقد كانت هناك جمعية المساعدة المتبادلة اليابانية، كما تواجدت في الفترة التي سبقت الحرب العالمية الثانية «جمعية الشبان المسيحيين» التي خدمت الطلاب اليابانيين.

## الاقتصاد
يشغل 60% من اليابانين في منطقة شيكاغو وظائف احترافية وأعمال «الياقات البيضاء».

## الإعلام
نُشرت صحيفة «شيكاغو شيمبو» -وهي صحيفة يابانية أمريكية- في أرلينغتون هايتس، وقد تضمنت وسائل الإعلام الأخرى نشرة لجنة الخدمات اليابانية الأمريكية و«جيه-أنجل» الأسبوعية (ジャングル） ومجلة كيو (Qマガジン) ونشرة أخبار JACL ومجلة البراري Prairie Magazine (プレーリー) وبافيليون (パビリオン) ووقطاع شيمبون الولايات المتحدة بشيكاغو.

## الدين
فُتح معبد الغرب الأوسط البوذي -وهو معبد بوذي ياباني- عام 1972، وقد تواجدت كنائس مسيحية يابانية ومعابد بوذية في الفترة التي سبقت الحرب العالمية الثانية.

## وصلات خارجية
- شيكاغو: المعرض الكولومبي عام 1893
- المجتمع الياباني الأمريكي في شيكاغو
- النادي الياباني في شيكاغو (نادي وسط أميريكا الياباني سابقًا)